# Chris Benoit
Christopher «Chris» Michael Benoit  (Montreal, 21 de mayo de 1967-Fayetteville, Georgia, 24 de junio de 2007) fue un luchador profesional canadiense. Benoit trabajó para empresas de lucha libre como Stampede Wrestling, New Japan Pro Wrestling (NJPW), Extreme Championship Wrestling (ECW), World Championship Wrestling (WCW) y World Wrestling Federation/Entertainment (WWF/WWE) usando su propio nombre como nombre de ring o también, usando los nombres artísticos de Pegasus Kid y Wild Pegasus.
Benoit tuvo un total de 22 campeonatos entre WWE/WWF, WCW, ECW y NJPW. Fue dos veces Campeón Mundial a lo largo de su carrera, una vez Campeón Mundial Peso Pesado y una vez Campeón Mundial de la WCW. Además, Chris fue el ganador de la decimoséptima edición del evento PPV Royal Rumble, y posee en su haber cinco reinados como Campeón de los Estados Unidos cuatro reinados como Campeón Intercontinental, Campeón en Parejas de la WWF/E, Campeón Mundial en Parejas de WWE. Todo esto lo convierte en Campeón de Triple Corona y Gran Campeón. 
Al ganar el Royal Rumble de 2004, Benoit se convirtió en el segundo luchador en la historia en ganar dicho encuentro entrando en la primera posición (siendo el primer ganador Shawn Michaels en la edición de 1995) y encabezó los eventos estelares de varios PPVs en ese mismo año, siendo el caso de WrestleMania XX donde consiguió su primer y único Campeonato Mundial Peso Pesado de la WWE. Benoit era considerado uno de los luchadores profesionales más respetados dentro de su profesión; siendo considerado por el historiador de lucha libre de renombre Dave Meltzer, como uno de los cinco grandes de toda la historia de la lucha libre. Otro veterano de la industria, Chris Jericho declaró en su momento que Benoit «era como el Michael Jordan o el Wayne Gretzky de su profesión. Tan bueno era, que es imposible no referirse a él cuando se habla de Lucha Libre.»
En un período de tres días,  Benoit cometió un doble homicidio-suicidio, asesinando a su esposa el 22 de junio de 2007, a su hijo menor de 7 años el 23 de junio, y ahorcándose el 24 de junio a la edad de 40 años. La investigación posterior sugiere que la depresión y el daño cerebral conocido como ETC derivado de numerosos golpes en su cabeza durante su carrera como luchador profesional fueron los factores principales que contribuyeron a la tragedia.

## Infancia
Christopher Michael Benoit nació el 21 de mayo de 1967 en Montreal (Quebec) pero creció en Edmonton (Alberta) Canadá, hijo de Michael y Margaret Benoit. Fue precisamente en Edmonton donde Benoit se formó y tuvo sus primeros pasos en su carrera como luchador. Entre otras cosas, Benoit hablaba fluidamente el inglés y el francés. En una entrevista de Larry King a su padre en CNN, Michael Benoit mencionó que el luchador tenía una hermana viviendo en Edmonton.

## Carrera en la lucha libre profesional

### Stampede Wrestling (1985-1989)
Tras graduarse de la escuela superior en 1985, Benoit inició su entrenamiento como luchador profesional en la casa de entrenamiento de la familia Hart, en Alberta, Canadá. Tras seis meses, logró graduarse, haciendo su debut en la empresa llamada Stampede Wrestling, perteneciente a su maestro, Stu Hart. Su estilo de lucha fue inspirado por el luchador Dynamite Kid. Durante su primer ciclo en la empresa, ganó el Campeonato Internacional en Parejas de Stampede en dos ocasiones en 1986, una vez con Ben Bassarab y otra con Keith Hart.
Tras esto, viajó a luchar a Japón por un año completo antes de volver a Canadá a la Stampede Wrestling. En 1988, logró ganar en dos ocasiones el Campeonato Peso Medio de la Comunidad Británica de Stampede y otra vez el Campeonato Internacional en Parejas de Stampede junto a Lance Idol. Durante este período tuvo un feudo con Johnny Smith que duró cerca de un año. En 1989, ganó dos veces más el Campeonato Peso Medio de la Comunidad Británica de Stampede y una vez el Campeonato Internacional en Parejas de Stampede junto a Biff Wellington.
El 4 de julio de 1989, Benoit sufrió un accidente junto a Davey Boy Smith y Jason the Terrible, el cual le provocó una lesión en la rodilla. A su regreso, volvió a Japón, donde enfrentó el 18 de agosto de 1990 a Jushin Liger por el Campeonato Peso Pesado Junior de la IWGP, ganando Benoit la lucha y el campeonato. Sin embargo, perdió el campeonato frente al mismo Liger el 1 de noviembre de 1990. En 1991, comenzó a utilizar una máscara y cambió su nombre artístico a Pegasus Kid, con el cual entabló una rivalidad con el luchador mexicano Villano III. Tras perder con este una lucha de apuesta contra Liger el 4 de julio de 1991, perdió su máscara y debió abandonarla, cambiando su nombre a Wild Pegasus. Además, el 3 de marzo de ese mismo año, derrotó a Villano III, ganando el Campeonato Peso Ligero de la UWA en México, logrando retener el campeonato por  quinientos sesenta días, antes de perderlo el 13 de septiembre de 1992 frente al mismo Villano III.
En 1992 y 1993, Benoit continuó realizando apariciones para la New Japan Pro Wrestling, principalmente en variados encuentros contra Jushin Liger, ya sea en luchas individuales o por equipo. El 15 de abril de 1994, Benoit derrotó a Black Tiger II, Gedo y The Great Sasuke en tres combates distintos, ganando la Copa Super J de 1994.

### World Championship Wrestling (1992-1993)
Benoit realizó su primera aparición por la World Championship Wrestling (WCW) el 16 de junio de 1992, en un torneo por los Campeonatos Mundiales en Parejas de la NWA, formando equipo con Biff Wellington y siendo derrotado en primera ronda por Brian Pillman y Jushin Liger. Tras esa lucha, Benoit regresó a la compañía recién el 13 de enero de 1993, donde en el evento Clash of Champions XXII derrotó a Brad Armstrong. Un mes después, en Superbrawl III, fue derrotado por 2 Cold Scorpio y en Slamboree, realizado en el mes de mayo, Benoit junto con Bobby Eaton fueron derrotados por Scorpio y Marcus Bagwell.

### Extreme Championship Wrestling (1994-1995)
En 1994, Benoit firmó con la Extreme Championship Wrestling (ECW), debutando el 26 de agosto en un torneo para coronar al primer Campeón de la ECW, siendo eliminado en primera ronda por 2 Cold Scorpio. Tras esto, protagonizó combates frente a numerosos oponentes, incluyendo a The Tazmaniac, Sabu y Stevie Richards, sin registrar ninguna derrota. Posteriormente, en November to Remember, protagonizó dos luchas, una frente a Sabu y otra frente a 2 Cold Scorpio, derrotándolos a ambos. Sin embargo, durante su primera lucha frente a Sabu, Benoit le provocó una grave lesión en el cuello, después de que Sabu no lograra caer bien del "back body drop" aplicado por Benoit. En Hollyday Hell, Benoit derrotó a Hack Meyers y posteriormente en Double Tables, derrotó a Al Snow.
El 25 de febrero de 1995, en Return of the Funker, Benoit formó equipo con Dean Malenko y derrotó a The Tazmaniac y Sabu, ganando el Campeonato en Parejas de la ECW, el cual sería su primer campeonato en una empresa estadounidense. Sin embargo, sólo 42 días después, el 7 de abril de 1995 en el evento Three Way Dance, Benoit y Malenko fueron derrotados por Rocco Rock y Johnny Grunge, perdiendo los campeonatos, en una lucha en que también participaron The Tazmaniac y Rick Steiner.
Los meses siguientes, Benoit continuó formando equipo con Malenko, luchando también de forma individual, hasta agosto de 1995, cuando abandonó la empresa para firmar por la World Championship Wrestling (WCW).
Tuvo que irse de la ECW en agosto de 1995 luego de que su visa de trabajo expirara, se suponía que Paul Heyman la renovaría pero fracasó en el intento, haciendo que Benoit vuelva a luchar por Japón antes de volver a ser contratado por la WCW.

### World Championship Wrestling

#### 1995-1997
Benoit regresó a la WCW en 1995 y el 16 de octubre debutó con un triunfo frente a Eddy Guerrero con el cual tendría una rivalidad durante sus primeros meses en la compañía, enfrentándose en varios episodios de Nitro. Su despegue en la empresa comenzó en 1996, cuando fue reclutado por Ric Flair para formar parte del grupo The Four Horsemen en 1995, junto con Flair, Arn Anderson y Brian Pillman. El grupo se unió a Dungeon of Doom (liderados por Kevin Sullivan) en una alianza para terminar con la «Hulkamanía», pero sería de corta duración ya que Pillman y Sullivan iniciaron un feudo que separó los grupos. Sin embargo, Pillman firmó repentinamente por la World Wrestling Federation (WWF), por lo que Sullivan (quien también era escritor o booker de la WCW) decidió que Benoit tomara ese lugar en la rivalidad. El argumento de este enfrentamiento era que Benoit estaba saliendo con la esposa de Sullivan, Woman (Nancy Daus), y para dar realismo a esto, la empresa los forzaba a tomar actitudes de pareja en público, como tomarse de las manos o compartir habitaciones de hotel. La relación televisiva de Benoit y Nancy se transformó en una relación real fuera de pantalla, lo que provocó una tensa relación tras bambalinas entre Sullivan y Chris. El feudo entre ambos se mantuvo a pesar de lo ocurrido, llegando a su fin en Bash at the Beach 1997, donde Benoit derrotó a Kevin Sullivan en un combate donde el perdedor debía retirarse de la lucha libre profesional. Finalmente, en septiembre de 1997, Flair disolvió a The Four Horsemen y cada miembro tomó caminos distintos.

#### 1998-2000
Ya en 1998 tuvo un largo feudo con Booker T. Se enfrentaron en varios combates por el Campeonato Mundial Televisivo, donde Benoit logró ganarlo en dos ocasiones, perdiéndolo ambas veces frente a Booker T, durando ambos reinados tan sólo un día. Después de que Booker perdió el título frente a Fit Finlay, se enfrentó a Chris en una serie de siete luchas para determinar al retador número uno al campeonato. Llegaron empatados con tres victorias cada uno al último combate, a realizarse el 11 de junio de 1998. En dicha lucha, Bret Hart intervino a favor de Benoit esperando así que este se uniera al New World Order, sin embargo se rehusó y dijo al árbitro lo sucedido, perdiendo por descalificación la serie. Booker rechazó esta victoria, pactando una octava lucha para The Great American Bash, la cual finalmente ganó. Este feudo es considerado uno de los mejores de su carrera e incluso fue replicado años después en la WWE.

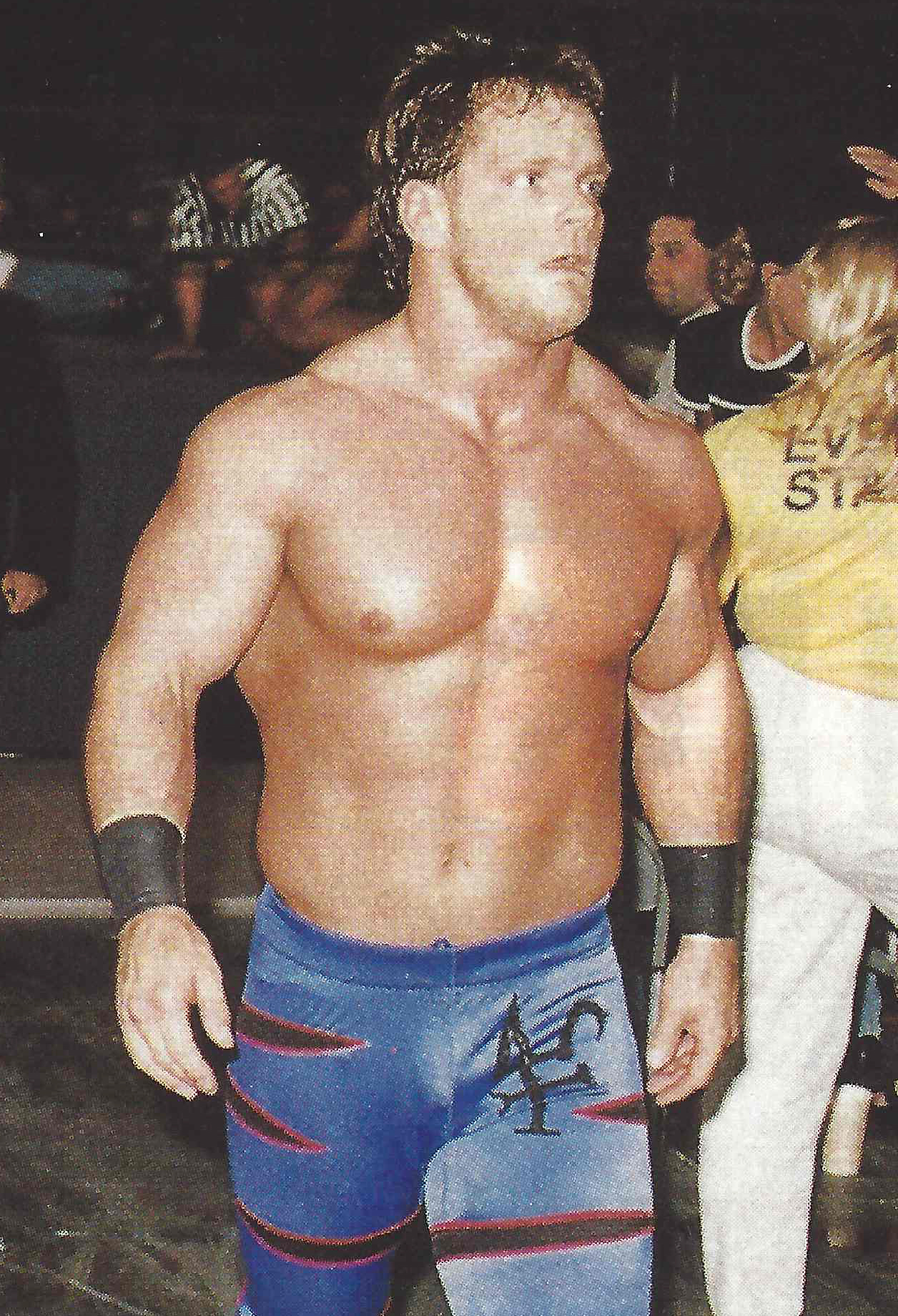
Benoit en 1999.

Tras meses de rivalidades cortas y varias, en marzo de 1999 se unió a Perry Saturn con quien a los días logró ganar el Campeonato Mundial en Parejas de la WCW al derrotar a Barry Windham & Curt Hennig en Uncensored, perdiéndolo quince días después frente a Rey Misterio, Jr. y Billy Kidman. Esto llevó a una nueva encarnación de The Four Horsemen, esta vez con Benoit, Saturn, Arn Anderson y Steve McMichael. Durante este periodo volvieron a ganar el campeonato en parejas, esta vez manteniéndolo sólo cinco días. Tras una disputa con Anderson y McMichael, Benoit y Saturn abandonaron el grupo y formaron uno nuevo junto a Dean Malenko y Shane Douglas, llamado The Revolution. En el intertanto, Chris Benoit ganó el Campeonato de los Estados Unidos en una ocasión tras derrotar a David Flair, perdiéndolo un mes después frente a Sid Vicious. The Revolution representaba a un grupo de luchadores jóvenes descontentos (tanto en kayfabe como en la realidad) por la falta de oportunidades para ser estrellas de la compañía. El grupo con el pasar de los meses se volvió heel y antiamericano, creando su propia bandera y revelándose contra toda autoridad. Finalmente en el mes de septiembre, Benoit abandonó el grupo, volviendo a ser face y ganando el Campeonato de los Estados Unidos y el Televisivo, ambos en una ocasión.
A fines de 1999, Benoit comenzó a tener problemas con la directiva de la compañía, principalmente con Kevin Sullivan quien no permitía que ascendiera al main event debido a la evidente discriminación hacia los luchadores de baja estatura que no superaran los 6 pies de altura y no tuvieran una complexión musculosa dentro de la empresa, por lo que amenazó con dejar la WCW. En un intento por retenerlo, se le concedió una lucha por el Campeonato Mundial Peso Pesado de la WCW frente a Sid Vicious en Souled Out, la cual ganó, siendo el primer Campeonato Mundial de su carrera. Sin embargo, un día después, deja el campeonato vacante y abandona la empresa junto a sus amigos Eddie Guerrero, Dean Malenko y Perry Saturn, firmando por la World Wrestling Federation (WWF) semanas después.

### World Wrestling Federation/Entertainment

#### 2000-2001

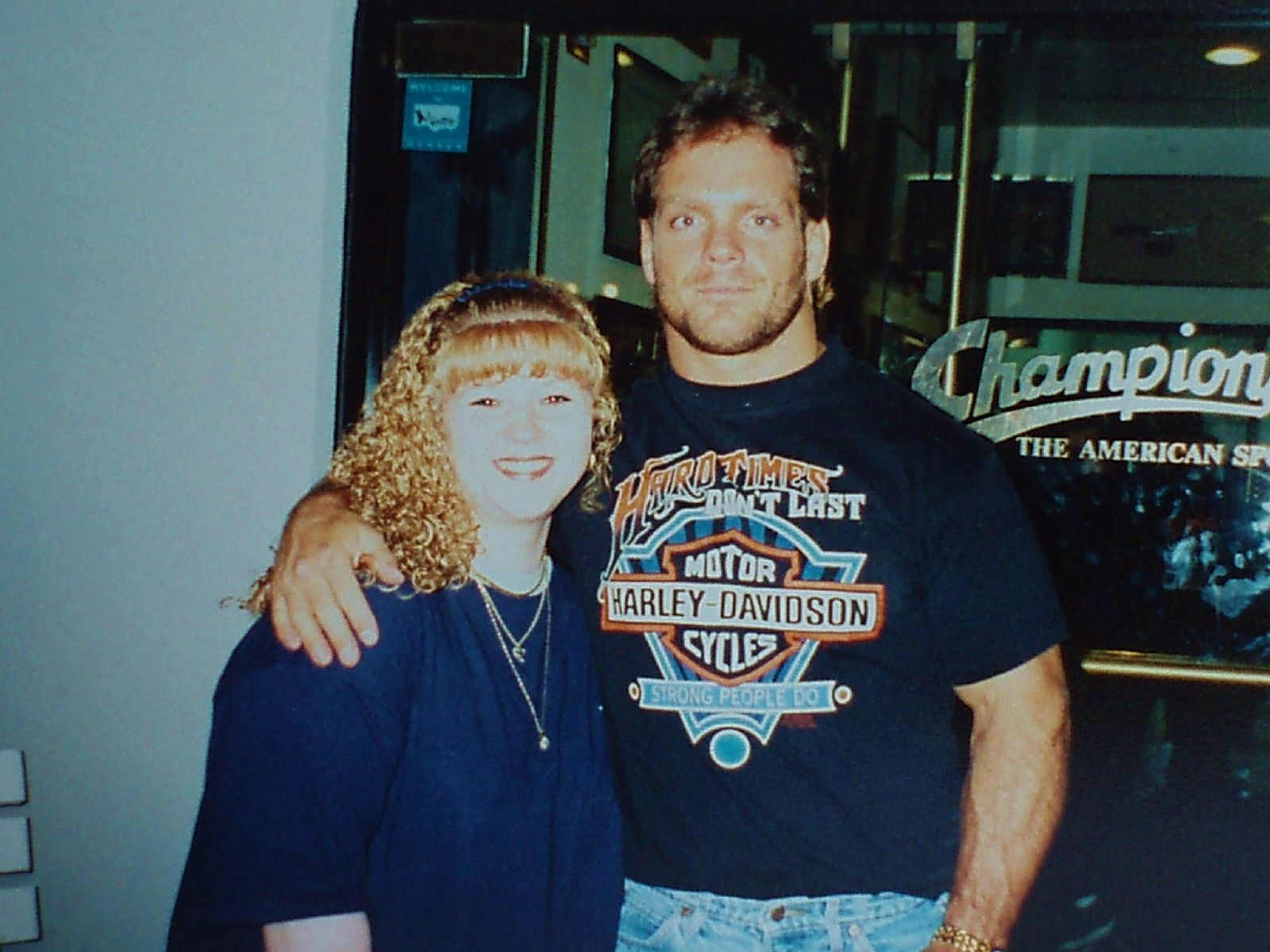
Benoit junto a una fan en el 2000.

Benoit debutó en la WWF en enero del 2000 junto a Malenko, Saturn y Guerrero, junto a quienes formó el grupo llamado The Radicalz, quienes inicialmente se alinearon con Mick Foley, pero lo traicionaron para unirse a Vince McMahon, volviéndose todos heel. Su primer combate oficial fue una lucha individual frente al entonces Campeón de la WWF Triple H, la cual perdió. Tan sólo tres meses tras su debut, ganó el Campeonato Intercontinental de la WWF al derrotar a Kurt Angle y Chris Jericho en WrestleMania 2000. Como resultado, Benoit entró en un feudo con Jericho por el campeonato, enfrentándose en varias ocasiones donde intercambiaron triunfos y derrotas. Jericho logró vencer a Benoit por el Campeonato Intercontinental el 2 de mayo, sólo para perderlo de vuelta 6 días después en RAW is WAR. Benoit logró retener el campeonato en su segundo reinado hasta la edición del 20 de junio del 2000 de SmackDown!, donde fue derrotado por Rikishi. Posteriormente se enfrentó a La Roca en varias ocasiones por el Campeonato de la WWF, donde vio su triunfo derrocado en dos oportunidades por Mick Foley, quien alegó trampas por parte de Benoit para ganar. A fines de año, en Armageddon logró ganar por tercera vez el Campeonato Intercontinental tras derrotar a Billy Gunn.
En Royal Rumble 2001 perdió el Intercontinental Championship frente a Jericho en una ladder match. Tras esto, se separó de The Radicalz y se volvió face, teniendo rivalidades contra sus antiguos compañeros y Kurt Angle, al cual enfrentó en WrestleMania X-Seven, Backlash, Insurrextion y Judgment Day. En este último, fue derrotado tras una intervención de Christian y Edge, lo cual lo llevó a formar equipo con Chris Jericho. Esta nueva alianza le traería su primer Campeonato en Parejas de la WWF tras vencer a Triple H y Steve Austin. En una defensa del campeonato frente a Edge & Christian, The Hardy Boyz y The Dudley Boyz en una TLC match, Benoit sufrió una grave lesión en el cuello, que lo obligó a recibir cirugía y estar cerca de un año fuera tras un combate en King of the Ring perdiéndose el storyline de The Alliance.

#### 2002-2003
A pesar de su lesión, fue elegido por Vince McMahon como miembro de la marca SmackDown! en el primer Draft de la compañía. Sin embargo al hacer su regreso el 27 de mayo de 2002, lo hizo como miembro de RAW, volviéndose heel al unirse a Eddie Guerrero. El 29 de junio, derrotó a Rob Van Dam, ganando su cuarto Campeonato Intercontinental, dejando RAW por SmackDown! y llevándose el título con él a su nueva marca. Sin embargo, Van Dam lo derrotó en SummerSlam, devolviendo el campeonato a RAW. Tras su regreso a SmackDown!, ganó un torneo junto a Kurt Angle el cual los coronó como los primeros Campeones en Parejas de la WWE, perdiendo los títulos frente a Edge y Rey Mysterio dos semanas después.

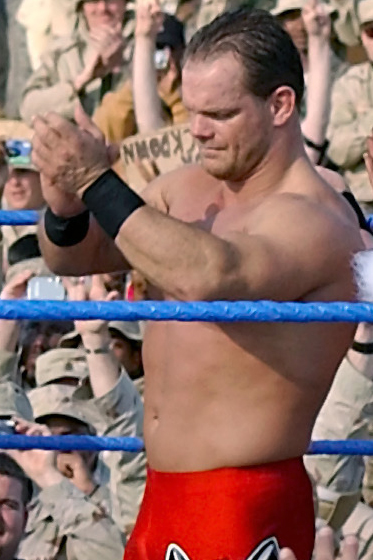
Benoit en 2003.

A principios de 2003 Benoit inició un feudo contra Kurt Angle por el Campeonato de la WWE el cual los llevó en Royal Rumble, pero no ganó. Benoit regresó a la categoría de parejas, uniéndose con Rhyno. En WrestleMania XIX, los Campeones en Parejas de la WWE Charlie Haas y Shelton Benjamin, se enfrentaron a Benoit & Rhyno y a Chavo Guerrero & Eddie Guerrero. Haas y Benjamin retuvieron los campeonatos cuando Shelton Benjamin cubrió a Chavo.
Benoit inició un feudo con John Cena y los Full Blooded Italians, ocasionalmente acompañado de Rhyno. En junio de 2003, el Campeonato de los Estados Unidos fue reactivado, y Benoit participó en el torneo por el campeonato. Derrotó a Rhyno en primera ronda, luego derrotó a Matt Hardy en la segundo, antes de perder en la final frente a Eddie Guerrero en Vengeance después de la intervención de Rhyno, aplicando una «Spear» a Benoit. Eddie y Benoit comenzaron un feudo alrededor del campeonato, y la popularidad de Benoit subió rápidamente. Esto derivó a una Fatal 4 Way en SummerSlam entre Eddie, Rhino, Tajiri y Benoit por el Campeonato de los Estados, pero Eddie retendría el Campeonato. Luego de esto, Chris Benoit derrotó a A-Train, The Big Show y Brock Lesnar por rendición. En No Mercy, Benoit enfrentaría a A-Train, derrotándolo por rendición. En el evento Survivor Series, Benoit formó parte del Team Angle (Kurt Angle, Benoit, John Cena, Hardcore Holly y Bradshaw) que derrotó al Team Lesnar (Brock Lesnar, The Big Show, A-Train, Matt Morgan y Nathan Jones), siendo Cena y Benoit los únicos sobrevivientes de su equipo.

#### 2004
En 2004 Benoit tuvo su oportunidad nuevamente por el Campeonato de la WWE contra Brock Lesnar campeón en ese momento el cual Benoit derrotó con un Crossface pero no pudo ganar el campeonato ya que el árbitro fue golpeado cuando Brock Lesnar aplicó un «F5» a Benoit. El mánager general de SmackDown! Paul Heyman, junto con Brock Lesnar, inició una venganza en contra de Benoit, evitando que Benoit ganara una oportunidad por el Campeonato de la WWE que ostentaba Lesnar. Cuando Benoit ganó una lucha clasificatoria para el Royal Rumble 2004, Heyman lo nombró para que entrara como #1, para disminuir las posibilidades de Benoit de poder ganar aquel combate. El 25 de enero de 2004, Benoit ganó el Royal Rumble 2004, tras eliminar al Big Show, transformándose en la segunda persona en ganar el Royal Rumble entrando como #1 (el primero fue Shawn Michaels en el Royal Rumble 1995) (el duró una hora y un minuto haciéndolo el competidor con más tiempo en el ring hasta que Rey Mysterio ganó el Royal Rumble 2006 con una hora y dos minutos), ganando una oportunidad por el Campeonato de la WWE de SmackDown! en WrestleMania XX. Sin embargo, Benoit decidió retar al Campeón Mundial Peso Pesado, Triple H, perteneciente a la marca RAW, por lo que fue transferido a esa marca. Tras una serie de enfrentamientos en los programas de RAW antes de WrestleMania, Shawn Michaels se sumó a la lucha entre Triple H y Benoit, transformándola en una Triple Threat match por el Campeonato Mundial Peso Pesado.

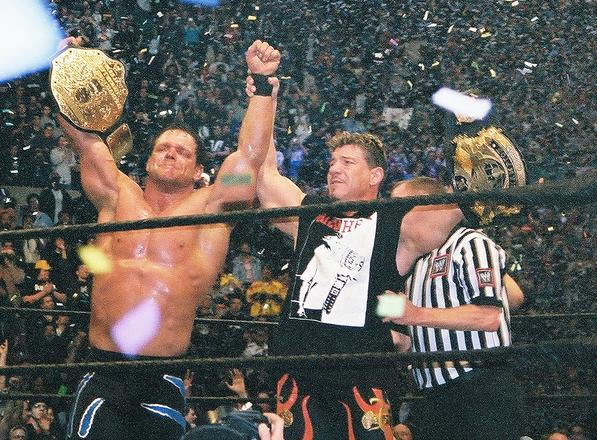
Benoit junto a su amigo cercano, Eddie Guerrero, celebrando con sus respectivos campeonatos mundiales en el evento WrestleMania XX realizado en marzo de 2004.

El 14 de marzo de 2004, en WrestleMania XX, Chris Benoit ganó el Campeonato Mundial Peso Pesado tras forzar a Triple H a rendirse con su llave favorita, la «Crippler Crossface». Esta fue la primera vez que un evento central de WrestleMania termina por rendición. Después de la lucha, un emocionado Benoit celebró con el entonces Campeón de la WWE y mejor amigo Eddie Guerrero. Cuatro años después de su arribo juntos a la WWE, ellos estuvieron frente al público del Madison Square Garden, ambos como campeones mundiales. Esta es considerada la victoria más importante dentro de los diecinueve años de carrera de Benoit, debido a ganar el campeonato mundial en el evento central de la vitrina más importante de la lucha libre profesional, WrestleMania y ante dos de los mejores y más importantes luchadores de la WWE, Shawn Michaels y Triple H. La lucha fue considerada por los expertos de Pro Wrestling Illustrated como la mejor lucha del año 2004. Este fue el inicio del primer y único reinado de Benoit como Campeón Mundial Peso Pesado.
La revancha se WrestleMania XX se llevó a cabo en Backlash 2004, realizado en el lugar de nacimiento de Benoit en Edmonton, Alberta, Canadá. Esta lucha fue Triple Amenazaa la cual incluyó a Triple H y Shawn Michaels. Esta vez fue Michaels quien se rindió con el «Sharpshooter» de Benoit, quien retuvo su título. La noche siguiente en Calgary, Benoit y Edge ganaron los Campeonatos Mundiales en Parejas derrotando a Batista y Ric Flair, haciendo a Benoit doble campeón. El 26 de abril, Benoit y Edge retuvieron los Campeonatos en su primera defensa frente a Batista y Ric Flair. Sin embargo, el 31 de mayo perdieron los Campeonatos Mundiales en Parejas frente a La Résistance. Al mismo tiempo que hacía equipo con Edge manteniendo una rivalidad con La Résistance, Benoit tenía una rivalidad con Kane en torno al Campeonato Mundial Peso Pesado.
En Bad Blood, Chris Benoit y Edge enfrentaron a La Résistance por los Campeonatos Mundiales en Parejas, ganando por descalificación luego de que Kane acudiera y atacara tanto a Edge como a Benoit, lo que les impidió ganar los Campeonatos. Sin embargo en ese mismo evento, Chris Benoit retuvo el Campeonato Mundial Peso Pesado frente a Kane. Además ganó dos combates distintos contra Kane por el Campeonato Mundial, ambos por rendición, dando por acabado el feudo. En Vengeance 2004, Chris Benoit derrotó a Triple H con un «roll-up» (después de un golpe con una silla a la cabeza Triple H por parte de Eugene). En RAW, Benoit derrotó a Triple H en un Iron Man Match. Benoit logró la primera caída. Luego Triple H logró estar 3-1 arriba, tras un «Pedigree», «Spinebuster», y cuenta fuera. Después Benoit igualó las cosas 3-3 vía «Sharpshooter» y «Crippler Crossface», y logró además la victoria en los últimos segundos (gracias a una interferencia externa de Eugene), reteniendo su campeonato. En esa lucha interfirió Batista y Ric Flair de parte de Triple H. El 15 de agosto de 2004, Chris Benoit fue derrotado por Randy Orton por el Campeonato Mundial Peso Pesado en SummerSlam. El reinado de Benoit duró cinco meses y logró una racha de siete victorias consecutivas en pago por visión. La noche siguiente en RAW, Benoit tuvo su revancha frente a Orton, pero volvió a ser derrotado.
Benoit hizo una alianza con William Regal en Unforgiven 2004 derrotando a Batista y a Ric Flair, haciendo la «Crippler Crossface» en Flair, forzándolo a rendirse para obtener la victoria. Benoit entró en feudo con Edge, llegando hasta Taboo Tuesday, donde Chris Benoit, Edge y Shawn Michaels fueron sometidos a votación popular para conocer quien se enfrentaría a Triple H por el Campeonato Mundial Peso Pesado esa misma noche. Michaels recibió la votación más alta, obligando a Edge y Benoit a formar una pareja para enfrentarse a La Résistance por los Campeonatos Mundiales en Parejas, esa misma noche. Sin embargo, Edge dejó a Benoit solo durante la lucha y Benoit fue obligado a combatir frente a ambos miembros de La Résistance. A pesar de aquello, Benoit derrotó a sus oponentes, ganando los Campeonatos Mundiales en Parejas. En el siguiente RAW en la revancha se volvieron a enfrentar a La Résistance saliendo derrotados y perdiendo los títulos. Luego de aquel combate, Edge atacó a Benoit. En Survivor Series 2004, Benoit se unió al equipo de Randy Orton, mientras que Edge se unió al equipo de Triple H. Benoit fue eliminado por Edge tras un «Pedigree» por parte de Triple H. A pesar de aquello el equipo de Randy Orton salió victorioso. Como resultado, el equipo de Orton obtuvo el control de RAW durante cuatro semanas. Durante una de esas semanas, el 29 de noviembre en RAW, Benoit se enfrentó en una Triple Amenaza contra Triple H y Edge por el Campeonato Mundial Peso Pesado, la pelea terminó sin resultado ya que Benoit le hizo la «Crippler Crossface» a Edge haciendo que se rindiera mientras este le hizo cuenta de 3 al mismo tiempo.

#### 2005
El feudo de Edge con Benoit terminó en New Year's Revolution, en donde Benoit participó en la Cámara de Eliminación por el Campeonato Mundial Peso Pesado, en donde además participaron Edge, Randy Orton, Batista, Chris Jericho y el eventual ganador, Triple H con Shawn Michaels de árbitro especial. Benoit fue eliminado de dicho combate por Batista. Benoit ingresó al Royal Rumble, esta vez como #2, y fue eliminado por Ric Flair en el #25 con una marca de casi 48 minutos. El combate eventualmente lo ganó Batista. Chris Benoit logró un cupo en la primera Money in the Bank, en WrestleMania 21. En aquella lucha participaron Edge, Kane, Shelton Benjamin, Chris Jericho, Christian y Benoit. Edge logró ganar el combate, lo que causó que el feudo entre ambos se reiniciara. El feudo llegó a su fin definitivamente en Backlash, donde Edge derrotó a Benoit en un Last Man Standing Match, tras golpearlo con un ladrillo en la cabeza. Luego en el mes de mayo formó parte de un torneo para definir retador al Campeonato Mundial Peso Pesado de Batista en el cual eliminó a Triple H pero fue eliminado por Kane. A fines de mayo tuvo una pequeña rivalidad con Snitsky en torno a la ECW, derrotándolo en un Tables Match.

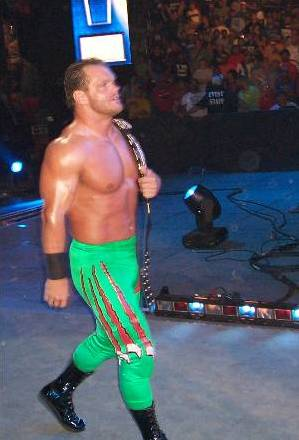
Benoit en 2005.

El 9 de junio, Benoit regresó a SmackDown!, como el primer seleccionado en el "Lottery Draft 2005". De inmediato entró en feudo con los heels de SmackDown!, aliándose con algunos miembros de la ECW. Benoit derrotó a Eddie Guerrero en One Night Stand y, esa misma noche, aplicó un "Diving Headbutt" a Eric Bischoff. El 24 de julio, en The Great American Bash 2005, Benoit falló en su intento por capturar el Campeonato de los Estados Unidos, tras ser derrotado por Orlando Jordan. Benoit consiguió una revancha en SummerSlam, en donde derrotó a Jordan en tan sólo 25 segundos, capturando el campeonato. En las semanas siguientes Benoit derrotó a Jordan por rendición en 23.4, 22.5 y 49.8 segundos. Luego siguió luchando contra Jordan derrotándolo, mientras que en las semanas siguientes Christian y Booker T demandarían una oportunidad a su título al igual que Jordan por lo que Benoit al no decidirse decidió hacer una Fatal 4 Way por el Campeonato de los Estados Unidos. En No Mercy, Benoit retuvo el título frente a Booker T, Christian y Orlando Jordan después de hacer rendir a Christian con el "Sharpshooter".
Durante las siguientes semanas Benoit comenzó a luchar frente a Booker T, en luchas amistosas. Pero todo eso fue una artimaña de Booker T, quien derrotó a Chris Benoit, haciendo trampas, para ganar el Campeonato de los Estados Unidos. En la edición del 14 de noviembre en RAW, se realizó el tributo al fallecido Eddie Guerrero, quien fue amigo muy cercano de Benoit. Chris se vio muy afectado e incluso rompió en lágrimas al dar su testimonio en un video tributo. Esa misma semana en SmackDown!, Benoit derrotó a Triple H en una lucha de tributo a Eddie, pero, después de la lucha, Dean Malenko ingresó al ring y los tres (Benoit, Triple H y Malenko) se abrazaron y apuntaron al cielo, en señal de respeto a su compañero caído.
El 25 de noviembre, Benoit se enfrentó a Booker T por el Campeonato de los Estados. El combate terminó con un Superplex de Benoit sobre Booker T y dos árbitros hicieron la cuenta de tres para cada competidor, aclamando que su luchador había ganado. Después de la controversia surgida por la defensa del Campeonato de los Estados Unidos de Booker T, Theodore Long pactó una serie del "Mejor de 7" antre ambos. Booker T ganó tres veces seguidas, la primera de ellas en el evento Survivor Series debido a interferencias de la esposa de Booker, y Chris Benoit estuvo a punto de ser eliminado. Benoit ganó la cuarta lucha disputada en Armageddon, pero después de la lucha, Booker sufrió una lesión, y Randy Orton tomó su lugar en la serie. Benoit derrotó 2 veces a Orton, ambas por descalificación. Sin embargo, en la última lucha, Orton derrotó a Benoit con la ayuda de Booker T, Sharmell y Orlando Jordan, y Booker capturó el Campeonato de los Estados Unidos. Benoit inició un corto feudo con Orton, el cual duró hasta que Booker T se recuperó de su lesión.

#### 2006

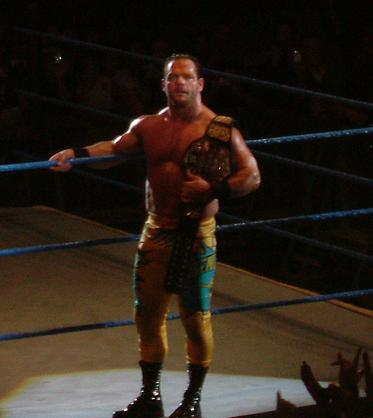
Benoit en 2006.

Benoit participó del Royal Rumble, eliminando a Booker T, pero siendo posteriormente eliminado por Randy Orton. Benoit recibió una última oportunidad por el Campeonato de los Estados Unidos en No Way Out 2006, en donde derrotó a Booker T, terminando su feudo. Días después, Benoit derrotó a Randy Orton en un No Holds Barred Match en SmackDown!. El reinado de Chris Benoit como campeón duró hasta WrestleMania 22, en donde John «Bradshaw» Layfield derrotó a Benoit utilizando las cuerdas para ayudarse. Benoit recibió una revancha contra JBL en un Steel Cage Match, pero no pudo capitalizar una victoria. Benoit fue uno de los participantes del King of the Ring 2006, en donde fue derrotado en primera ronda por Finlay. Benoit cobró revancha en Judgment Day 2006, lugar donde derrotó a Finlay con la «Crippler Crossface». En SmackDown! posterior al evento, Benoit fue atacado por Mark Henry, quien le causó una lesión en su espalda (kayfabe). Chris Benoit anunció ese mes que se tomaría un tiempo de descanso para mejorarse de sus lesiones.
El 8 de octubre, Benoit hizo su regreso en No Mercy, derrotando a William Regal por rendición en una lucha que no estaba pactada. En esa misma semana, Benoit ganó su quinto Campeonato de los Estados Unidos, tras derrotar a Mr. Kennedy, también por rendición. Tras ganar el campeonato, Benoit inició un feudo con Chavo Guerrero luego de que este lesionara a su amigo Rey Mysterio. Este feudo llevó a Benoit a retener su campeonato en Survivor Series y en Armageddon, ambas veces frente a Chavo Guerrero. Chavo Guerrero reclamó su última oportunidad por el campeonato, en donde fue derrotado por Benoit, en un No Discualification Match, en el cual Benoit ganó por rendición.

#### 2007 - últimas apariciones
A principios de enero, Benoit tuvo defensas exitosas por el United States Championship contra Finlay, Mr. Kennedy y Chavo Guerrero una vez más. En el Royal Rumble, Benoit hizo su última participación entrando como #17, eliminando a Johnny Nitro, Kevin Thorn y Viscera, sin embargo fue eliminado por The Great Khali. En No Way Out, Benoit formó equipo con The Hardys (Jeff & Matt) para derrotar a MVP & MNM (Johhny Nitro & Joey Mercury). Durante ese periodo inició un feudo con Montel Vontavious Porter, quien alegaba que era el mejor luchador para tener el United States Championship, lo que los llevaría a enfrentarse en WrestleMania 23 y Backlash, en ambos combates Benoit derrotó a MVP, reteniendo su Campeonato de los Estados Unidos. Finalmente, en Judgment Day, MVP derrotó a Chris Benoit, en un 2 out of 3 falls match, capturando el Campeonato de los Estados Unidos.
El 11 de junio, en RAW, perdió una lucha frente a Bobby Lashley y fue transferido desde SmackDown! a ECW. El día 12 de junio, Benoit debutó en la ECW, derrotando, junto con CM Punk como compañero, a Elijah Burke y Marcus Cor Von por descalificación. Una semana después en el episodio del 19 de junio de ECW, Benoit realizó su última lucha televisada y derrotó a Elijah Burke, ganando una oportunidad por el Campeonato Mundial de la ECW en el evento Vengeance: Night of Champions el 24 de junio. Un día antes de su lucha en el PPV, Benoit se perdió un House Show de la WWE en Beaumont, Texas, lo cual llamó la atención de sus allegados puesto de que eso no era algo usual en Chris Benoit se contactó con los oficiales de la WWE y les dijo que no había podido asistir al evento debido a una emergencia familiar en la que su esposa e hijo estaban sufriendo una intoxicación alimentaria y que estaban vomitando sangre. Al día siguiente Benoit no apareció en su lucha titular y fue sustituido por Johnny Nitro, quien ganó la lucha y se convirtió en campeón del ECW Championship.
Joey Styles y Tazz les dijeron a los televidentes que Benoit no apareció por una emergencia familiar. durante toda la lucha el público coreaba we want Benoit (queremos a Benoit). Años más tarde, Stephanie McMahon revelaría que si Benoit se hubiera presentado en el PPV, él hubiera derrotado a CM Punk, consiguiendo el ECW Championship.
Al día siguiente se supo la razón del porque Benoit se había ausentado en el PPV, y era su muerte. Benoit fue encontrado muerto en su casa junto a su esposa e hijo, tras conocerse de que esto era un doble homicidio-suicidio, Vince McMahon tomó la decisión de borrar a Chris Benoit de la historia de la WWE.

## Estilo de lucha

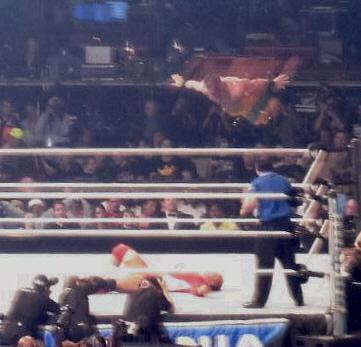
El diving headbutt, fue culpado de ser una de las principales causas que provocaran la muerte de Benoit, quien en esta imagen esta aplicando el movimiento durante un combate contra MVP en WrestleMania 23.

Durante su infancia y adolescencia en Edmonton, Benoit admiraba e idolatraba a Bret Hart y a Dynamite Kid, sobre todo a este último, quien sería su principal inspiración para convertirse en luchador profesional, sacando de su arsenal movimientos como el Snap Suplex o el Diving Headbutt. 
Chris Benoit es notado por haber sido uno de los mejores luchadores técnicos de la historia, su estilo particularmente influenciado por Dynamite Kid y perfeccionado a lo largo de los años en Canadá, Japón, México y Estados Unidos lo llevó a ser de los luchadores más condecorados en el negocio y además en ese sentido estableció un legado para el deporte.

## Apariciones en videojuegos de lucha libre
| Year | Title                                        | Notes                                                           |
| ---- | -------------------------------------------- | --------------------------------------------------------------- |
| 1997 | WCW vs. nWo: World Tour                      | Primera aparición en videojuego; Personaje jugable.             |
| 1997 | Virtual Pro Wrestling 64                     | Solo lanzado en Japón; Personaje jugable.                       |
| 1998 | Shin Nippon Pro Wrestling: Toukon Retsuden 3 | Solo lanzado en Japón; Personaje jugable.                       |
| 1998 | WCW/nWo Revenge                              | Personaje jugable.                                              |
| 1999 | WCW Mayhem                                   | Última aparición en un videojuego de WCW; Personaje jugable.    |
| 2000 | WWF Royal Rumble                             | Primera aparición en un videojuego de WWF/E; Personaje jugable. |
| 2000 | WWF No Mercy                                 | Personaje jugable.                                              |
| 2000 | WWF SmackDown! 2: Know Your Role             | Personaje jugable.                                              |
| 2001 | WWF Betrayal                                 | Personaje jugable.                                              |
| 2001 | With Authority!                              | Modelo de la portada; Personaje jugable; Juego online.          |
| 2001 | WWF Road to WrestleMania                     | Personaje jugable.                                              |
| 2001 | WWF SmackDown! Just Bring It                 | Personaje jugable.                                              |
| 2002 | WWF Raw                                      | Personaje jugable.                                              |
| 2002 | WWE WrestleMania X8                          | Personaje jugable.                                              |
| 2002 | WWE Road to WrestleMania X8                  | Personaje jugable.                                              |
| 2002 | WWE SmackDown! Shut Your Mouth               | Personaje jugable.                                              |
| 2003 | WWE Crush Hour                               | Personaje jugable.                                              |
| 2003 | WWE WrestleMania XIX                         | Personaje jugable.                                              |
| 2003 | WWE Raw 2                                    | Personaje jugable.                                              |
| 2003 | WWE SmackDown! Here Comes the Pain           | Personaje jugable.                                              |
| 2004 | WWE Day of Reckoning                         | Personaje jugable.                                              |
| 2004 | WWE Survivor Series                          | Modelo de la portada; Personaje jugable.                        |
| 2004 | WWE SmackDown! vs. Raw                       | Personaje jugable.                                              |
| 2005 | WWE WrestleMania 21                          | Modelo de la portada (versión PAL); Personaje jugable.          |
| 2005 | WWE Aftershock                               | Modelo de la portada (versión PAL); Personaje jugable.          |
| 2005 | WWE Day of Reckoning 2                       | Personaje jugable.                                              |
| 2005 | WWE SmackDown! vs. Raw 2006                  | Personaje jugable.                                              |
| 2006 | WWE SmackDown vs. Raw 2007                   | Última aparición en un videojuego; Personaje jugable.           |

## Vida personal
Benoit tuvo una larga amistad con el también fallecido Eddie Guerrero a quien conociera en Japón cuando, durante una lucha, Benoit le conectó una Enzuigiri tan potente que dejó a Eddie sin sentido. La preocupación inicial de Benoit por el estado de salud de Eddie se convirtió en una amistad que perduraría hasta el 13 de noviembre de 2005 cuando Eddie Guerrero falleciera producto de una falla cardíaca.
La muerte de Eddie Guerrero supuso un duro golpe para Chris Benoit. Quienes lo conocieron más de cerca, aseguraron que el comportamiento de Benoit cambió de forma muy drástica ya que tras la muerte de su amigo, Benoit comenzó a escribir varias entradas alusivas a Eddie en su diario, lo cual según sus amigos más cercanos fue el presagio de la tragedia que estaba por venir. Benoit también fue un amigo personal de Dean Malenko y los tres estuvieron en las diversas promociones siendo identificados por los comentaristas como The Three Amigos. De acuerdo con Benoit su finisher, la Crippler Crossface fue inspirada en la llave de Malenko y se convirtió en su sello personal durante su paso por la WWE.
El diente que Chris Benoit perdió (el incisivo lateral derecho superior) se creía al principio que fue por causa de su carrera como luchador. En la realidad, él perdió el diente mientras jugaba con su mascota, un perro Rottweiler el cual golpeó su cabeza contra la mandíbula de Benoit ocasionándole la pérdida de dicho diente.
Benoit se casó dos veces. Su primer matrimonio fue con Martina Benoit, con quien tuvo dos hijos, David y Megan. Su matrimonio terminó en 1997, comenzando después una relación con Nancy Benoit que se había separado recién de su esposo, el guionista de la WCW y frecuente oponente de Benoit, Kevin Sullivan. Lo que empezó como un romance dentro del Kayfabe, terminó por convertirse en algo serio. El 25 de febrero del 2000 la pareja tuvo su primer y único hijo, un niño de nombre Daniel. Tras el nacimiento de Daniel, la pareja se casó el 23 de noviembre de ese mismo año. Este fue el tercer matrimonio de Nancy y el segundo de Chris Benoit. En 2003, Nancy llenó varios documentos pidiendo el divorcio, citando que el matrimonio estaba «irrevocablemente roto» y que su esposo ejercía un «trato cruel» sobre ella. Más tarde el matrimonio se reconcilió y la orden de restricción que Benoit tenía durante este lapso de tiempo le fue retirada.
En 2017, su excompañero y archirrival de toda la vida, Kurt Angle declaró que: Debe estar en el top 3 de los mejores luchadores de todos los tiempos.

## Muerte
El 25 de junio de 2007 la policía entró a la residencia Benoit en Fayetteville, Georgia, luego de que la WWE solicitara un control de bienestar en la residencia ya que notaron inhabitual que Chris se perdiera eventos de la empresa el fin de semana, en los que incluía un House Show realizado en Belmont, Texas el sábado 23 de junio, y el evento de pago por visión Vengeance: Night of Champions el domingo 24 de junio. Los oficiales descubrieron los cuerpos de Benoit, su esposa Nancy Benoit, y su hijo menor de 7 años, Daniel, alrededor de las 14:30. Debido al reciente descubrimiento de los cuerpos, no se dieron detalles adicionales de las causas de muerte por las autoridades. Esa misma noche, la WWE canceló su programación habitual de tres horas del programa RAW y lo reemplazó con un tributo al fallecido luchador en el que se homenajeaba toda su carrera con luchas pasadas, comentarios de luchadores y comentaristas, además de segmentos del documental «Hard Knocks: Chris Benoit». Al día siguiente se dieron a conocer las causas de la muerte de Benoit y su familia, siendo un doble homicidio-suicidio.
Durante un período de tres días, Benoit asesinó a su esposa e hijo antes de suicidarse. Su esposa estaba atada de manos y pies antes de ser asesinada. Su hijo fue sofocado con Xanax y agua, y probablemente se encontraba inconsciente al momento de ser estrangulado por Benoit. Luego Benoit se suicidaría ahorcándose con un cable de su máquina de pesas. Debido a esto, poco a poco la WWE comenzó un proceso de distanciamiento con el luchador, retirando su mercadería y no volviéndolo a mencionar de nuevo. Ese mismo día, antes de que la programación habitual de la ECW tomara lugar, Vince McMahon dio un comunicado informando que el nombre Benoit no sería mencionado de nuevo aparte de sus comentarios.
El 14 de julio de 2007 se realizaron los funerales de los cuerpos de Nancy y Daniel en Florida. El 6 de agosto de 2007 se realizó un funeral privado de Chris Benoit en la que solo asistieron familiares y cercanos. Posteriormente los cuerpos fueron cremados y las cenizas de Nancy y Daniel fueron esparcidas entre familiares, mientras que lo que se hizo con las cenizas de Benoit es desconocido. Los reportes toxicológicos fueron publicados el 17 de julio de 2007, Nancy tenía tres drogas distintas en su sistema al momento de morir: Xanax, Hidrocodona e Hidromorfona. Daniel dio positivo por Xanax en su sistema al momento de morir, lo cual llevó a creer que fue sedado antes de ser asesinado. Benoit dio positivo por Xanax, Hidrocodona y con altos niveles de Testosterona en su sistema (un esteroide).
El examinador médico sugirió que Benoit estuvo consumiendo esteroides bajo una prescripción por insuficiencia testicular o un reemplazo al abuso de esteroides en su adolescencia. Como sea, no hubo indicación alguna de que las sustancias encontradas en el sistema de Benoit fueron responsables de su comportamiento llevándolo a cometer el homicidio-suicidio, concluyendo que no hubo una rabia del roid en todo esto. Al instaurarse la política de bienestar en la WWE en febrero de 2006, Benoit tenía esteroides ilegales prescriptos que no necesariamente violaban la política de bienestar, tales como: Nandrolona y Anastrozol. Durante una investigación realizada en agosto de 2007 por el consumo de esteroides, fue revelado que varios luchadores de la WWE consumían estos.
Luego del doble homicidio-suicidio, el exluchador y médico Christopher Nowinski contactó al padre de Benoit, Michael Benoit, sugiriéndole que el daño cerebral producido en el cerebro de su hijo a lo largo de los años, quizás haya sido una de las causas que conllevó a los asesinatos. Luego de varios estudios hechos por Julian Bailes de West Virginia University, se llegó a la conclusión que el cerebro de Benoit se parecía al de un paciente anciano de 85 años con Alzheimer. Fue reportado que Benoit tenía síntomas de demencia avanzados, siendo similar a los jugadores retirados de la NFL que sufrieron múltiples conmociones cerebrales. Varios de sus compañeros y su padre, concluyeron que las múltiples conmociones cerebrales pudieron ocasionarle demencia, lo que conllevó a que tuviera problemas en su comportamiento y esta fuera la causa de que cometiera ese doble homicidio-suicidio.
Una vez que los detalles de las acciones que Benoit cometió fueron evidentes, la WWE tomó la decisión de borrar todas las menciones al luchador de su sitio web, futuras programaciones y publicaciones.

## Campeonatos y logros
- Catch Wrestling Association

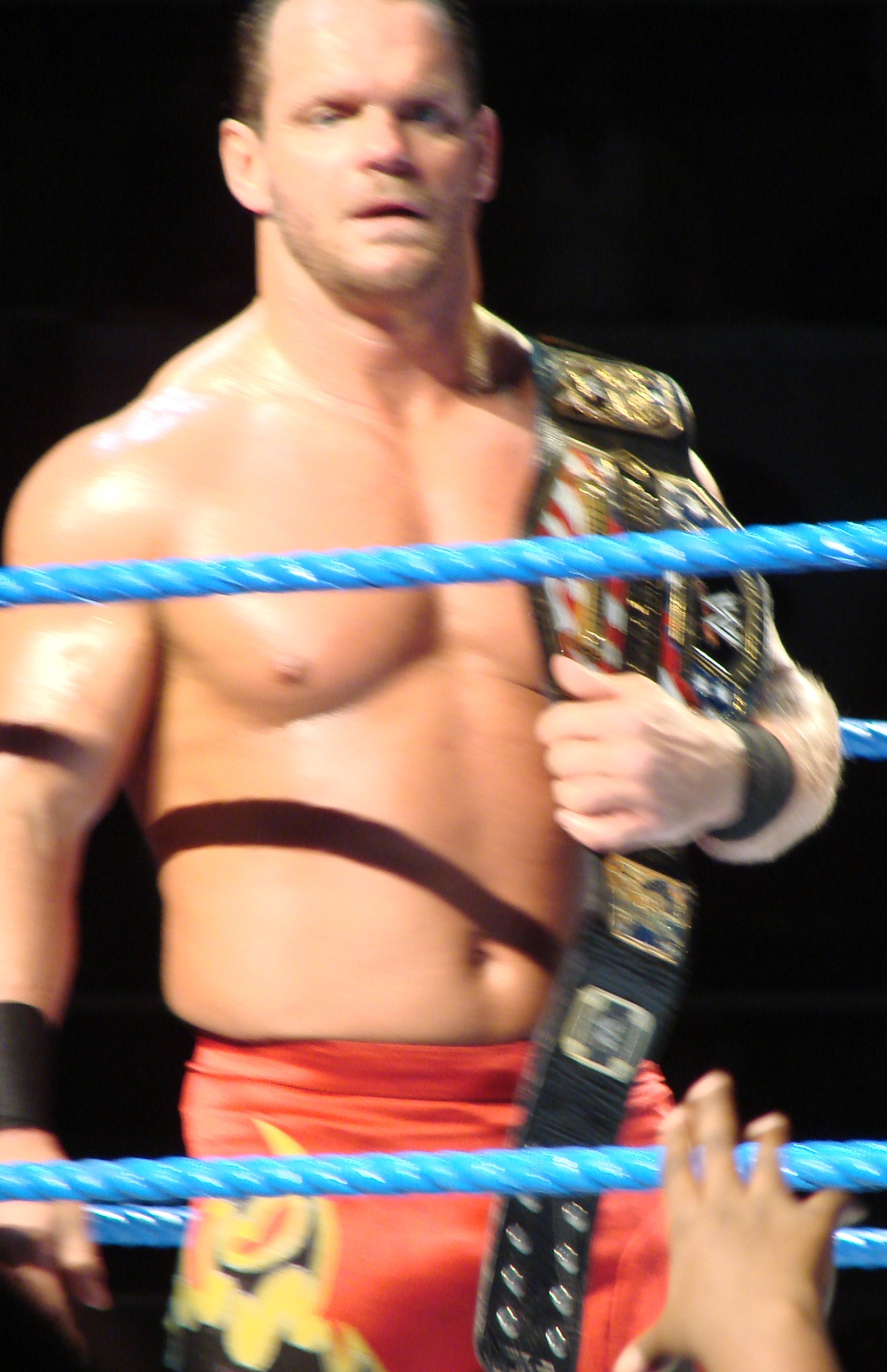
Benoit durante su tercer reinado como campeón de los Estados Unidos.

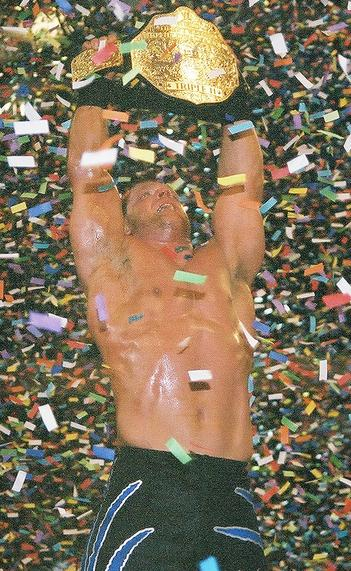
Benoit como campeón mundial de peso pesado.

  - CWA World Tag Team Championship (1 vez) — con Dave Taylor

- Extreme Championship Wrestling
  - ECW World Tag Team Championship (1 vez) — con Dean Malenko

- New Japan Pro Wrestling
  - IWGP Junior Heavyweight Championship (1 vez)
  - Best of the Super Juniors (1993)
  - Best of the Super Juniors (1995)
  - Super J-Cup (1994)

- Stampede Wrestling
  - Stampede British Commonwealth Mid-Heavyweight Championship (4 veces)
  - Stampede International Tag Team Championship (4 veces) — con Ben Bassarab (1), Keith Hart (1), Lance Idol (1) y Biff Wellington (1)

- Universal Wrestling Association
  - WWF Light Heavyweight Championship (1 vez)1
- World Championship Wrestling
  - WCW World Heavyweight Championship (1 vez)
  - WCW United States Heavyweight Championship (2 veces)
  - WCW World Tag Team Championship (2 veces) — con Dean Malenko (1) y Perry Saturn (1)
  - WCW World Television Championship (3 veces)[26]
  - Triple Crown Championship (Séptimo)

- World Wrestling Federation / World Wrestling Entertainment
  - World Heavyweight Championship (1 vez)
  - WWF/E Intercontinental Championship (4 veces)
  - WWE United States Championship (5 veces)
  - WWE Tag Team Championship (1 vez y el primero) — con Kurt Angle
  - WWF/E World Tag Team Championship (3 veces) — con Chris Jericho (1) y Edge (2)
  - Royal Rumble (2004)
  - Triple Crown Championship (duodécimo)

- Pro Wrestling Illustrated
  - Luchador del año (2004)[39]
  - Lucha del año (2004) vs. Triple H vs. Shawn Michaels (WrestleMania XX, 14 de marzo)
  - PWI Feudo del año - 2004, vs. Triple H
  - Situado en el N°107 en los PWI 500 de 1991[40]
  - Situado en el N°99 en los PWI 500 de 1992[41]
  - Situado en el N°44 en los PWI 500 de 1993[42]
  - Situado en el N°43 en los PWI 500 de 1994[43]
  - Situado en el N°46 en los PWI 500 de 1995[44]
  - Situado en el N°18 en los PWI 500 de 1996[45]
  - Situado en el N°10 en los PWI 500 de 1997[46]
  - Situado en el N°19 en los PWI 500 de 1998[47]
  - Situado en el N°3 en los PWI 500 de 2000[48]
  - Situado en el N°3 en los PWI 500 de 2001[49]
  - Situado en el N°13 en los PWI 500 de 2003[50]
  - Situado en el N°1 en los PWI 500 de 2004[51]
  - Situado en el N°13 en los PWI 500 de 2005[52]
  - Situado en el N°29 en los PWI 500 de 2006[53]
  - Situado en el N°69 dentro de los mejores 500 luchadores de la historia - PWI Years, 2003.[54]

- Wrestling Observer Newsletter

Lucha de 5 estrellas; vs.  The Great Sasuke Super J Cup
- - WON Mejor luchador técnico - 1994
  - WON Mejor luchador técnico - 1995
  - WON Mejor luchador técnico - 2000
  - WON Mejor luchador técnico - 2003
  - WON Mejor luchador técnico - 2004
  - WON Luchador favorito de los lectores - 1997
  - WON Luchador favorito de los lectores - 2000
  - WON Luchador más infravalorado - 1998
  - WON Luchador más destacado - 2000
  - WON Luchador más destacado - 2004
  - WON Lucha del año - 2002, con Kurt Angle vs. Edge & Rey Mysterio (No Mercy, 20 de octubre de 2002)
  - WON Feudo del año - 2004, vs. Triple H y Shawn Michaels
  - WON Premio Bruiser Brody - 2004
  - WON Hall of Fame - 2003
  - Situado en Nº12 del WON Luchador de la década (2000-2009)[55]
  - Situado en Nº3 del WON Luchador más destacado de la década (2000-2009)[55]